# Entierro de Federica de Grecia

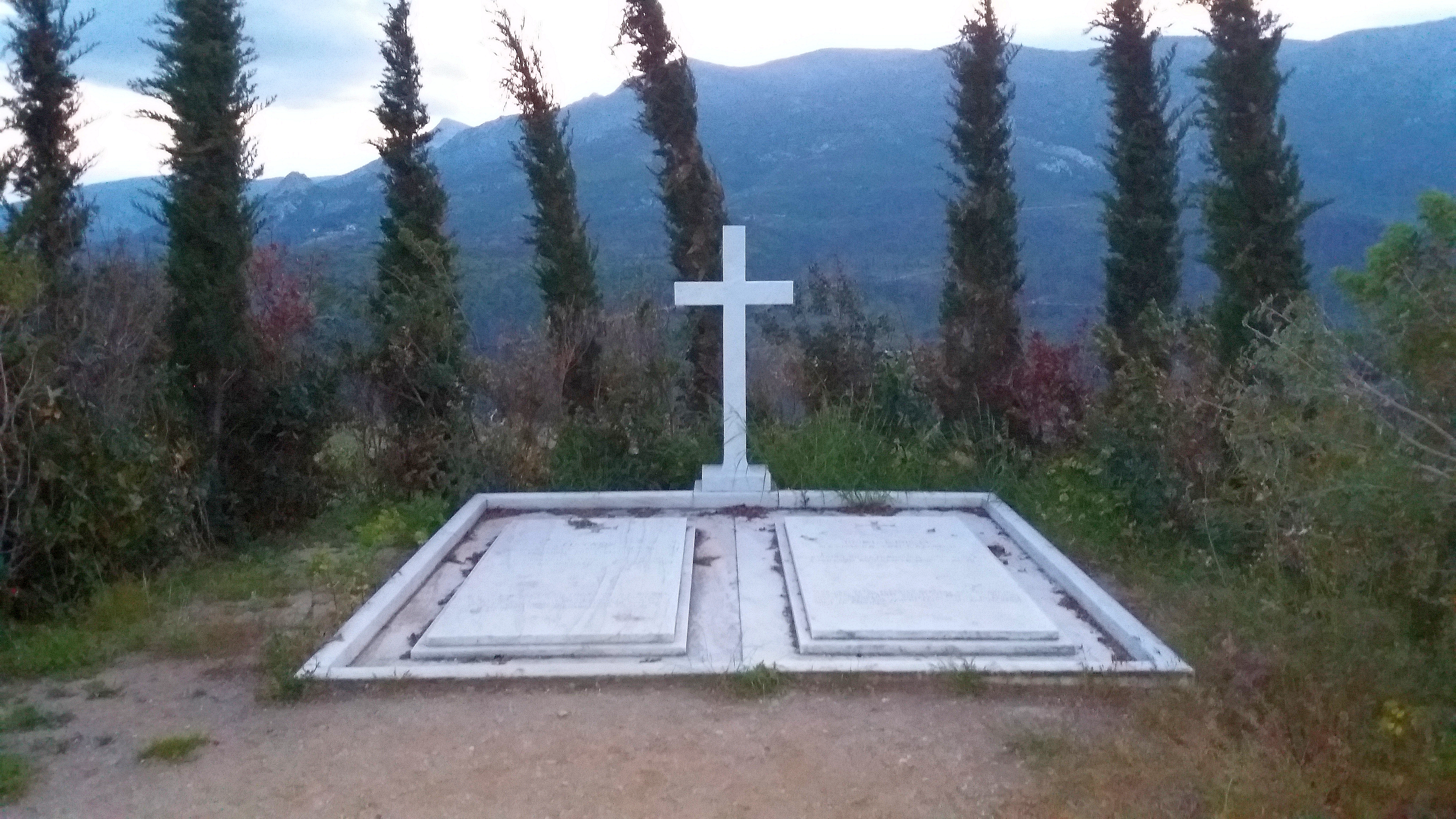
Vista de las tumbas pareadas de Federica (izquierda) y su marido en el cementerio real del Palacio de Tatoi. (2023)

El funeral y entierro de Federica de Hanover, viuda de Pablo I de Grecia fue un conjunto de ceremonias como despedida tras su muerte. Este hecho histórico supuso el regreso del rey Constantino II de Grecia, exiliado desde 1968.

## Desarrollo

### España
La reina Federica llevaba, como el resto de la familia real griega, exiliada desde el conocido como golpe de los coroneles ocurrido en 1967. Desde ese momento fijo, su residencia en distintos lugares de Europa, y pasó a realizar visitas de forma habitual a su hija Sofía casada con el que desde 1975 sería monarca español con el nombre de Juan Carlos I. En febrero de 1981, la reina Federica se sometió a una intervención, que algunos autores consideran de medicina estética, en Madrid. Y la princesa fallecería como consecuencia de una insuficiencia cardiaca atribuida a la anestesia utilizada en la intervención. En el momento de su fallecimiento, la reina doña Sofía se encontraba en los Pirineos para pasar unos días de esquí junto a su familia. Volvió a Madrid al conocerse la noticia de la muerte de su madre. Su hermano Constantino, así como su familia volvieron también desde su exilio londinense a Madrid. En esta ciudad, se instaló la capilla ardiente en el Palacio de la Zarzuela, residencia privada de la Familia Real Española. Además se puso un libro de firmas en el salón de respeto del Palacio Real de Madrid, para que el público pudiera expresar sus condolencias. Además se le tributaron honores militares.

### Grecia

#### Polémica política
La reina Federica había expresado su deseo de ser enterrada junto a su marido en el cementerio real de Tatoi. La materialización de este deseo generaría un intenso furor político en Grecia. Constantino II de Grecia realizó una llamada de teléfono el propio día 6 de febrero a Georgios Rallis, primer ministro de Grecia, para obtener su permiso con objeto de realizar los funerales de la reina Federica en la catedral metropolitana de Atenas y después proceder al entierro en el cementerio del palacio de Tatoi. En esta conversación, el primer ministro expresó su consentimiento verbal siempre que ambas ceremonias se realizaran en el palacio de Tatoi. El consentimiento estaba sujeto a la posterior aprobación por el resto del gobierno griego y el presidente de la República. Según Richard Clogg este consentimiento inicial fue otorgado teniendo en cuenta razones humanitarias.
Posteriormente, Rallis, pidió la aprobación de su gabinete, que se la concedió. Finalmente, continuó pidiendo la del presidente de la República helénica, Karamanlis. Siguiendo a Richard Clogg, Karamanlis se mostró poco entusiasta pero finalmente accedió tras asegurarle su primer ministro que la familia real no pasaría la noche del día de su visita en territorio griego. El líder de la oposición, Andreas Papandréu, consideró que este hecho era una “provocación a la inmensa mayoría del pueblo griego”.
Según la prensa española, sería la intervención de Juan Carlos I de España supuso según la prensa de la época, la autorización por parte del gobierno griego del viaje de los miembros de la familia real riega durante cinco o seis horas al país heleno para enterrar a la reina enterrar a la reina Federica.

#### Llegada y asistentes
El viaje a Grecia se produjo el 12 de febrero. A las 11 de la mañana llegó a Grecia el féretro que contenía los restos de la reina Federica. La familia real griega viajó en un vuelo regular desde Madrid, de la compañía Olympic Airlines. A su llegada, Constantino II besó el suelo del Aeropuerto Internacional de Ellinikon, primera tierra griega que pisaba desde 1967. Por su parte, el monarca español y su consorte volaron en un avión de la fuerza aérea español.
Durante las horas en Grecia, se produjo un funeral oficiado por el arzobispo de Atenas, así como el entierro de la reina Federica en el cementerio del palacio de Tatoi.  
A las ceremonias asistieron distintos príncipes, familiares de la fallecida:
- su hijo Constantino II con su esposa, Ana María de Dinamarca y algunos de sus hijos: Alexía, Pablo y Nicolás.
- su hija Sofía junto a su esposo, Juan Carlos I de España y sus hijos: Elena, Felipe y Cristina.
- su hija Irene.
- su hermano Jorge Guillermo de Hanover.
- las princesas Sofía y Eugenia de Grecia.
- la reina Juliana de los Países Bajos, Felipe, duque de Edimburgo; Alberto de Bélgica, príncipe de Lieja; el príncipe Enrique de Dinamarca.
- Juan y María, condes de Barcelona y consuegros de Federica como padres de Juan Carlos I de España; también las hijas de estos infantas Pilar y Margarita con sus maridos respectivos, Luis Gómez-Acebo y Carlos Zurita.
- Carlos, duque de Calabria y su mujer, Ana de Francia.
- Amadeo, duque de Saboya.

Por parte del gobierno griego, asistió el ministro de Presidencia, Konstantinos Stefanópulos.

#### Entierro
Según el periódico español ABC, para acoger a los invitados se había habilitado el primer piso del palacio real de Tatoi, sin uso desde 1967. Por el contrario, la biógrafa de Federica, Lilika S. Papanicolau escribe que no se ofreció siquiera un vaso de agua a las personalidades invitadas ni se abrió el palacio. Según esta autora este hecho generó un cierto malestar entre los asistentes de mayor edad.

Para su entierro el féretro sería transportado a hombros por los guardias de corps del fallecido Pablo I de Grecia. Se cantó un Te Deum en la capilla del cementerio real. En el momento de la inhumación, según Papanicolau; parte de los monárquicos que habían conseguido burlar el cordón policial y acceder, gritaron:
Larga vida a tu memoria, Madre de los huérfanos.
El funeral y entierro se produjeron sin incidentes especialmente relevantes.

La tumba se encuentra a en el cementerio real de Tatoi, pareada con la de su esposo realizadas en un estilo sencillo en mármol pentélico. Bajo la inscripción, en griego: Federica, reina de los Helenos (1917-1981), se dispone un texto del capítulo 17 del Evangelio según San Juan:
9 Yo ruego por ellos: no ruego por el mundo, sino por los que me diste, porque son tuyos.
10 Todo lo mío es tuyo y todo lo tuyo es mío, y en ellos he sido glorificado.
11 Ya no estoy más en el mundo, pero ellos están en él; y yo vuelvo a ti. Padre santo, cuida en tu Nombre a aquellos que me diste, para que sean uno, como nosotros.

## Simbolismo
Durante las seis horas que permaneció en Grecia llegaron a producirse algunas manifestaciones a favor de Constantino II de Grecia, a pesar de las fuertes medidas de seguridad alrededor de Tatoi, De acuerdo con las palabras de Javier Jiménez-Ugarte, embajador de España en Grecia desde 1997 hasta 2001, el gobierno griego temía la posibilidad de una excesiva simpatía al monarca griego que había sido formalmente depuesto en 1974 tras un referéndum:

### Individuales
1. ↑  «La reina Federica de Grecia,». El País. 7 de febrero de 1981. ISSN 1134-6582. Consultado el 11 de julio de 2023.
2. ↑  «Anoche aún no se sabía donde será enterrada la Reina Federica de Grecia». ABC (periódico). p. 21.
3. ↑  Pastor, José María. «FUNERAL DE LA REINA FEDERICA DE GRECIA | Photo | 8000753181». Agencia EFE (en inglés). Consultado el 11 de julio de 2023.
4. ↑  «Honras fúnebres». Guardia Real. Consultado el 11 de julio de 2023. «6 de febrero de 1981. Honras fúnebres por el fallecimiento de S. M. la reina Federica de Grecia.»
5. ↑  «La reina Federica de Grecia será enterrada el jueves en su país». El País. 11 de febrero de 1981. ISSN 1134-6582. Consultado el 11 de julio de 2023.
6. ↑  «Funeral of Queen Frederica of Greece, 1981». The Royal Watcher (en inglés estadounidense). 12 de febrero de 2019. Consultado el 11 de julio de 2023.
7. ↑  Papanicolau, 1994, p. 180.
8. ↑  Papanicolau, 1994, p. 381.
9. ↑  Papanicolau, 1994, p. 182.
10. ↑  Declaraciones en la serie Sofía y la vida real. Capítulo 2: Una reina golpe a golpe. HBO. 2023.  Escena en 23:54.